# Mazinho Oliveira
Mazinho Oliveira (født 26. december 1965) er en tidligere brasiliansk fodboldspiller.

## Brasiliens fodboldlandshold
| Brasiliens landshold | Brasiliens landshold | Brasiliens landshold |
| År                   | Kmp                  | Mål                  |
| -------------------- | -------------------- | -------------------- |
| 1990                 | 1                    | 0                    |
| 1991                 | 9                    | 2                    |
| Total                | 10                   | 2                    |